# カン・ケク・イウ

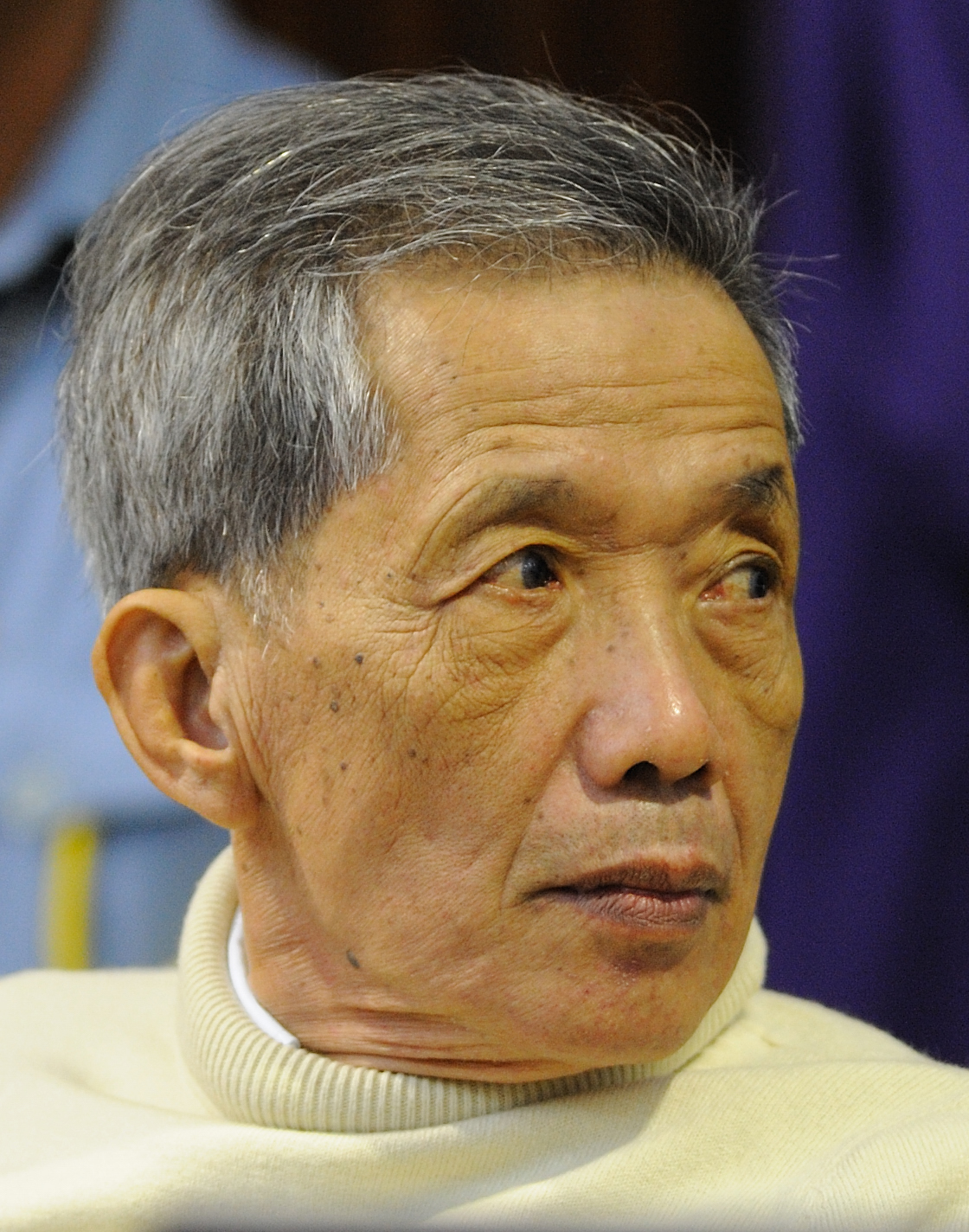
カン・ケク・イウ

カン・ケク・イウ（クメール語: កាំង ហ្គេកអ៊ាវ (កាំង ហ្កិច អ៊ាវ ?), Kang Kek Iew、1942年11月17日 - 2020年9月2日）は、民主カンプチアの政治犯収容所S21Aの所長。別名ドッチ（មិត្តឌុច, Duch）。
ドッチは民主カンプチア時代、カンボジア共産党常任委員会のメンバーであったが、カンボジア共産党内の序列が何位であったのかはわかっていない。少なくとも20位以内には入っていない。ドッチの妻の名はロム(Rom)といいアムレアン(Amleang)で結婚したことがわかっている。

## 名前について
名前のアルファベット表記、日本語表記ともに必ずしも統一的に使われていない。クメール語のアルファベット表記に統一した規則があるわけではない
ので、文献によって表記が異なる。
Kang Keck Ieu、
Kaing Khek Iev

、
Kaing Guek Eav
、
Duch、
Deuchなどの表記が知られている。
日本語表記も、カイン・ゲイ・イェウ、
ドゥイ、ドゥイチなどが見られる。ドッチという表記は、文献で使用されているが、英語文献によると、Duchは「Doik」と発音するのが正しいという。
中国語圏は彼の名前の漢字表記を「江吉耀」だと考えている（広東語発音より）。

## 幼年期から青年期にかけて
ドッチの来歴に関しては様々な研究があるが、資料によって異同がある。
例えば、生年月日や生まれた場所は必ずしも一致した情報が与えられているわけではない。
生年月日については、D.チャンドラーの書物では、1942年頃と書かれているのに対し、B.キアナンの本では、1942年
と書かれている。ドッチ本人へのインタビューに基づいた記事では、本人が1942年11月17日生まれだと述べている
。カンボジア特別法廷のドッチに対する第1審判決文でも1942年11月17日生まれと書かれている
。
貧しい中国系カンボジア人の一家に
チョヤオ(Choyaot、コンポン・トム州(Kampong Thom)、スタウン(Staung)、コンポン・チェン(Kompong Chen)地区)で生まれた
。
両親は村から外へ出たことはなかった。
一方で、生まれた場所に関しては、カンボジア特別法廷のドッチ裁判第1審判決文では
コンポン・トム(Kampong Thom)州スタウン(Stoeung)地区ペアム・バン(Peam Bang)郡Poev Veuy村
と認定されている。
| 資料     | D.チャンドラー | B.キアナン | N.ダンロップ                                                                                              | カンボジア特別法廷判決文                                                                   | ドッチ本人へのインタビュー記事 |
| -------- | -------------- | --- | --- | ------------------------------------------------------------------------------------------ | ------------------------------ |
| 生年月日 | 1942年頃       | 1942年 | 1942年11月17日                                                                                            | 1942年11月17日                                                                             | 1942年11月17日                 |
| 生地     | 記述なし       | コンポン・トム(Kampong Thom)州 スタウン(Staung) コンポン・チェン(Kompong Chen)地区 チョヤオ(Choyaot)で生まれた。 | スタウン(Stoung)近郊のチャイヨット(Chaiyot)村。ドッチの生家はスタウン川のほとりにあった小さな小屋だった。 | コンポン・トム(Kampong Thom)州 スタウン(Stoeung)地区 ペアム・バン(Peam Bang)郡 Poev Veuy村 | 記述なし                       |

ドッチの父の名はカイン・キ(Kaing Ky)といい華人、母親カイン・シウ(Kaing Siew)は
中国人との混血である。
ドッチは、5人いた子供のうちの最年長で、唯一の男子であった。ドッチが9歳のとき、土地をめぐる問題に巻き込まれて、一家は祖母が残してくれた別の土地へ移住することになった。2002年現在この家は残っている。
父親は中国人が経営する地方の魚会社で事務員として働き始めたが季節雇用者として雇われたので、母も市場でオレンジケーキや揚げたバナナを
売って家計の足しにしなければならなかった。
子供の頃からドッチは勉強のよくできる子として知られていた。
母親へのインタビューによると、子供の頃のドッチは「いつも本のことばかり」考えていたという
。
ドッチは、家から歩いて10分ほどのところにあった、隣村のポ・アンデット(Po Andeth)学校へ通った後、
その隣にあったコンポン・チェン小学校へ入った。
ドッチの先生はケ・キム・フオ(Ke Kim Hour、暗号名はソトSot
、
後にクメール・ルージュに入り、プルサト地方の一地区の責任者として働いていたが、
S-21へ送られて処刑された。)という名で、
貧しい子供にはお金を与えて勉強を続けられるように援助するなど熱心な先生で人気もあった。(文献によっては、ドッチの初期の教育は、アメリカ政府がドッチの住む村に
送った教師達によるものだったとも書かれている。)
1961年、ドッチは試験に合格し、前期中等教育修了証書(Brevet d'Etudes Secondaire de Première Cycle)
を手にした。
その後、シエムリアップにあるLycée Suryavarman IIへ入り、ここで最初のバカロレアに合格した
。普通の生徒が2年かかる所を1度の試験で合格したことは非常にまれなケースであるという
。同年、プノンペンの最高学府リセ・シソワットへの入学許可が与えられ、
そこで数学を専攻することになった。
1962年にリセ・シソワットへ入学し、ここで2回目のバカロレアに全国第2位の成績で合格した。
(一方で、D.チャンドラーの著書ではバカロレアに全国2位で合格したのは1959年となっていて、
文献とは矛盾した記述が見られる。)
|                  | D.チャンドラー           | N.ダンロップ                                                                |
| ---------------- | ------------------------ | --------------------------------------------------------------------------- |
| バカロレア       | 1959年にバカロレアに合格 | 1961年に1回目のバカロレアに合格。2回目のバカロレアで全国第2位の成績で合格。 |
| バカロレアの成績 | 全国第2位                | 全国第2位                                                                   |

リセ・シソワットへ通うために必要だった資金は、文献には、ドッチの地元の篤志家の援助によるものと
書かれているが、これは、ドッチの小学校時代の恩師ケ・キム・フオと同一人物だと思われる
。フオはこの頃には、プノンペン南にあったリセの教師を
していた。
リセ・シソワット在学中に友人ホー・ギー(Ho Ngie)の妹キム(Kim)と恋愛関係になり
婚約したが、何らかの理由で婚約は破棄された。
1964年、数学教師になるためリセ・シソワットのすぐ近くにある教育研究所で学び始めた。
この研究所の前所長が、数学を教えていたソン・センで、当時ここは、共産主義者を生み出すセンターの1つになっていた
。
(一方で、D.チャンドラーの著書
では1964年にプノンペン大学に付属する教育研究所の数学教授になったと書かれている。
ソン・センは、反政府的であったため1962年に所長の座を追われたが、研究所で教えることは許されていた。
なお、ソン・センは1964年、政府の弾圧から逃れるために前年の1963年にプノンペンから姿を消した
ポル・ポト、イエン・サリに続き、
ベトナム国境近くの秘密基地第100局(Office 100)へ移動し地下活動に入った
。
ソン・センがプノンペンから姿を消したのは、ポル・ポトがプノンペンを去った翌日であると書く書物もある
。)
ここでドッチは、この研究所の教授でプノンペンの共産主義細胞のトップだった
チャイ・キム・フオ(Chay Kim Huot。後にドッチが、
S-21の所長に推薦することになる人物。1978年にS-21で処刑された。)
の紹介でカンボジア共産党員になった。
(文献によれば、1964年10月のことである。)
同級生の証言によると、学生時代のドッチは無趣味で政治にも関心を抱いていなかったが、
研究所に入ってから共産主義に引きつけられていった。
これは、クメール語を学ぶためプノンペン大学に交換留学生として送られていた中国人の学生グループから影響を受けたためであるという
。
ドッチは、1965年8月28日に教員免許を取得。
その後、スコウンのリセに赴任した。
|                        | D.チャンドラー | N.ダンロップ                                                      | ドッチへのインタビュー記事        |
| ---------------------- | --- | ----------------------------------------------------------------- | --------------------------------- |
| リセ・シソワット卒業後 | その後の数年は、コンポン・トムのリセで数学を教えていた。                                                                    | 教員免許取得のため教育研究所へ入学。                              | 記述なし                          |
| 教育研究所でのポスト   | 数学教授 | 数学教師の教員免許をとるために入学                                | 数学教授                          |
| 日付                   | 1964年数学教授になった。その後研究所を辞めて、コンポン・チャムのチューン・プレ・リセ(Chhoeung Prey lycée)で短い期間教えた。 | 1965年8月28日に教員免許を取得。その後、スコウンのリセに赴任した。 | 1964年8月28日に数学教授になった。 |

当時の生徒の1人によれば、ドッチの授業はとても正確なものだったという
。この時の同僚の1人が、
生物学を教えていたマム・ネイ(Mam Nay、あるいはMam Ney)
である。
両者は後にカンボジア共産党員になり、さらにS-21で要職につくことになる。
なお、小学校の数学教師になったとは書かず、
バライン大学(Balaing College)の副学長になったと書く文献もある
。当時の学長は、後にS-21の尋問部長になるマム・ネイである。
(マム・ネイは暗号名をチャンといい、S-21ではドッチの部下として尋問部長を務めた
。
とても背が高く、やせており、肌の色が白いことが見た目の特徴である。
1950年代に生物学を教えていたことを除くと、マム・ネイの青年時代についてはほとんどわかっていない。ベトナム語が流暢だったことから、おそらく、ベトナムで生まれ、そこで育ったのだろうと考えられている。
1990年にもクメール・ルージュの尋問官であったことがわかっている。
1994年の時点ではソン・センの部下であり、その命令で、反抗的な農民の「再教育」用の監獄を作っている。1996年に国連職員がチャンを見かけたときには半分リタイアした状態で、市場で売るための野菜を栽培していたという。)。
カンボジア特別法廷1審での判決文では、1965年コンポン・チャムのスコウン(Skoun)にある小学校の数学教師になった、と認定されている。

## 地下活動
ドッチは次第に革命運動にのめりこむようになり、1967年10月29日に、地下活動に入るために教員を辞めた。そして、1967年10月、プレイ・トテン(Prey Totoeung)の警察署わきでバスに放火した暴動事件を主導したため、首謀者として政府の警察に逮捕され、1967年から1970年まで刑務所に入れられていた。同時に、マム・ネイと他4人のバライン大学の教師、2人の学生も逮捕された。この時期のドッチの動静については混乱が見られる。
他の書物でも刑務所に入っていたのは数年と書かれているが別の文献では、裁判なしに刑務所に数ヶ月入れられたが、子供時代の篤志家の力添えの結果釈放されたと書かれている。また、別の文献でも刑務所に入っていたのは数ヶ月、と書かれている。一方で、カンボジア特別法廷1審判決文によれば、ドッチは1968年1月5日に警察に逮捕され、後に20年の懲役刑を受け、Tuol Korkとプノンペンで拘留された後、1968年5月にプレイ・ソー刑務所へ移送された、と認定されている。1970年にシアヌークがクーデターで権力を失った後釈放されたドッチは地下活動に入った(1970年4月3日に釈放。)。ドッチという暗号名は、少なくとも1970年には使われていたことがわかっているが、この頃は第33管区(カンボジア共産党がプノンペンの北に設定した1地区)の治安責任者であった。フランス人民俗学者フランソア・ビゾー(François Bizot)
がクメール・ルージュに逮捕・拘留されたのは1970年遅くから1971年初めのことで、この時に尋問を行ったのがドッチである。ドッチはビゾーを2ヶ月間繰り返し尋問、CIAのスパイだと非難し何枚か詳しい自供書を書かせた。ポル・ポトが釈放を決定したため、ビゾーは釈放されたが、彼によると「ドッチは、違う考えのカンボジア人は裏切り者で嘘つきだと信じていた。『真実』を言わない囚人をドッチは個人的に殴りつけていた。『真実』を語らないと、ドッチはひどく怒った。」なお、タ・モクはポル・ポトの決定に大いに不満で、ヴォン・ヴェトとドッチをどなりつけ、ビゾーを解放させないように説得したが、ヴォン・ヴェトの意見が通って解放された。
1971年7月にドッチはM-13の管理を任されるようになった。M-13は、サンテバル(カンボジア共産党内部に作られた治安警察のこと。)のうちで最初期に作られたものの1つと考えられている。M-13は2つに分かれていて、M-13Aはドッチが、M-13Bはドッチの部下が管理した。この当時のドッチの任務は、M-13Aの拘留者を尋問し「粉砕する(smashing)」ことと、
スタッフの採用(周辺農民の他、若者らも採用された)、尋問のテクニックを彼らに教えることだった
。M-13Aへ送られた者は尋問、拷問され、尋問が終わった後で処刑されたが、M-13Bでは再教育された上で、釈放された。
拘留中の悪環境や、栄養不足、適切な医療を受けられなかったなどで死んだ拘留者もいた。
ドッチの上司は、1973年半ばまではヴォン・ヴェト、それ以後1975年1月まではソン・センであった。
尋問で得られた情報は上司に報告されたが、ドッチ自身は得られた情報の大半は作り話だと考えていた。
M-13で培った尋問テクニックは、S-21で囚人を尋問する際に生かされた。
また、S-21のスタッフの多くは、ドッチがM-13で働いていた時の部下を引き抜いたものだった。
1973年、ドッチは第25管区(プノンペンの北に設定された1地区)へ異動になり、そこでヴォン・ヴェトとその副官のソン・センの部下になった
。この頃から、治安関係の能力を磨くようになったようである。
1972年か1973年にドッチに会った、あるカンボジア共産党員(のちに共産党から脱退)によれば、この頃のドッチは不機嫌で怒りっぽく、教条主義の人物であったという。

## S-21Aの所長へ
1975年4月、クメール・ルージュが内戦に勝利した後、サンテバルの本部は、特別区のサンテバルと共にプノンペンへ移された。本部は4月以降数ヶ月間、第15局(Office 15)という名で
運営されていたが、その後S-21へ改称された。1975年8月15日、プノンペン駅に、第703部隊のIn Lorn(暗号名はナットNat)と共にソン・センから呼び出され、S-21の設立について話し合いがもたれた。(1975年4月にプノンペンがクメール・ルージュの手に落ちてからしばらく、クメール・ルージュの本部はプノンペン駅内に置かれていた。)
この時の会合でソン・センは、ナットをS-21の所長に、ドッチをナットの部下にし、ドッチは尋問部長に任命された
。この陣容で、1975年10月にS-21は稼動を始めた。
実際、ドッチとの関連がS-21の文書に現れだすのは1975年10月からであることが確認されている。
ドッチはS-21で働くことには乗り気ではなく、代わりに工業省で働きたいと申し出たが、これは拒否された。
ドッチは「義務は義務である」と考え、これ以上不服を申し立てることはせず、S-21で仕事を続けた。
尋問部長としてのドッチの主要な仕事は、ロン・ノル政府の施設から集めてきた文書の整理、
これらの文書に書かれていた内容に基づいて上司へ報告すること、尋問部のスタッフに対して尋問方法を教育すること、
拘留者の自白を上司に報告することの4つであった。
この時点で既に、尋問の際には拷問を用いることがドッチに許されていた。
ドッチは囚人を殺しはしなかったが、尋問が終われば囚人は殺害されることを知っていた。
ドッチは、次の約6ヶ月間、タクマウ市(プノンペンの南側郊外に隣接する町の名前)にあった刑務所と、プノンペン市内に散らばって
存在していた尋問センターとの間を行き来していた。S-21A(トゥール・スレン刑務所の正式名称のこと)は1975年の終わりまでにはドッチの管理下に入ったが、
ドッチが正式に所長に任命されたのは、1976年3月になってからである(別の資料では、所長になったのは1976年6月と書かれている)。
1976年3月、ナットは参謀本部へ異動になったので、代わりにドッチがS-21の所長に任命された
。ドッチは、自分の代わりに、チャイ・キム・フオ(Chhay Kim Huor)を所長にするよう上司のソン・センに上申したが拒否されたので。
1976年3月からS-21の所長を務めた。同時に、S-21委員会書記にも任命された。
S-21委員会のほかのメンバーは、キム・ヴァク(Khim Vakまたはキム・ヴァトKhim Vat、暗号名はホー(Hor)。
S-21Aの主要な幹部の1人でドッチの部下。S-21では警備部長だった。プノンペン南にある
Prek Touchの生まれでそこで育った。1966年に10代で革命軍に参加、
第11部隊(後に第703d部隊に改称)で働いているときに、戦闘で片目を失った。きわめて規律に
厳しい人物で、ミスをしたり間違ったことを言うと殴りつけられたので、部下からは恐れられた。
1979年以降の消息は不明である。)と
ヌン・フイ(Nun Huy、暗号名はフイ・スレ(Huy Sre)。「のっぽのフイ(Tall Fuy)」、「田んぼのフイRice Field Huy」という
あだ名でも呼ばれた。S-21には、もう1人ヒム・フイ(Him Huy)という名の人物がいて、
それと区別するためにあだ名がついたらしい。「田んぼのフイ」の名は、フイがプレイ・ソー刑務所担当でここに
常駐していたこと、プレイ・ソー刑務所はS-21の職員や囚人の食料をまかなうための農場を持っていたことによる。
妻もカンボジア共産党員で、S-21の尋問部で不定期に働いていた。1978年11月、2人は逮捕された。)の2人であった。
ドッチはホーとは頻繁に会っていたが、フイ・スレとはあまり顔を合わせなかった。これは、後者がプレイ・ソー刑務所
(正式にはS-24と呼ばれていた。別の資料ではS-21Dが正式名称であるとも書かれている
。)の担当だったからだった。
ドッチはS-21の細かい事務まで監督し、自分自身はもちろん他人にも厳しい所長で、しばしば所員を震えあがらせた。
ドッチは妻、2人の子供とともにS-21A付近の家で暮らしていた。ドッチ自身が囚人の殺害に加わったことはないが、時々、チューン・エック（Choeung Ek、プノンペン南西15kmにある小村チューン・エック村近くの中国人墓地に作られた野外の処刑場。
1977年の大量粛清のため、S-21A敷地内での処刑が間に合わなくなったので作られた。）へ出かけて処刑の様子を観察していたという。1978年には、「最終計画」というタイトルで、アメリカ、旧ソ連、台湾、ベトナムが
陰謀を企てていると示唆する精巧なメモランダムを、これまでの囚人の自白を用いて書き上げた。

## ベトナム軍によるプノンペン陥落以後
1979年1月、ベトナム軍がプノンペンに近づきつつあるとき、ヌオン・チェアから、S-21にある文書を廃棄して証拠隠滅するよう指示を受けたが、ドッチはこれを実行しなかった。
S-21Aには10万ページ以上にのぼる1974年以来の文書が残っており、量が多すぎて処分不可能だったからだと考えられている。他の政府要人や職員がプノンペンから逃げている中、ドッチはS-21に残って、残っている囚人の殺害の様子を見とどけていた。
プノンペンがベトナム軍の手に落ちてから1時間後の1月7日の正午になっても、ドッチはまだS-21に残っていた。(ベトナム軍がS-21Aを発見し内部を調べ始めたのは1月8日のことである。プノンペン陥落時まだ所内に残っていた所員は、1月7日は市内に隠れており、翌8日になって徒歩で脱出した)ドッチはかろうじてベトナム軍から逃れたが、翌日になっても3マイル先にあったプレイ・ソー刑務所までしか逃げることはできなかった。その後カルダモン山脈へ向かい、5月になってタイ国境にたどり着いた。そこで、ヌオン・チェアは、ドッチが文書廃棄しなかったことを知らされて激怒した。
1979年以降のドッチの動向は外部には漏れ聞こえず、多くの人が1980年代にドッチは死んだと思っていた。
実際には、タイ国境付近のクメール・ルージュ支配地域で活動しており、
インタビューでのドッチ自身の発言によれば、「1986年6月25日にソン・センに呼ばれて、中国へ行って、
北京外国語研究所(Beijing Foureign Languages Institute)で教えるように言われた。
1988年7月1日に戻ってきた。」一方、ドッチは中国国際放送局(当時は「北京放送」)で働いた、と書く文献もある。
その後、1992年1月にクメール・ルージュから逃げ出し、カンボジア北西部の政府側支配地域にあったスヴァイ・チェク
(Svay Chek)に移った。
「最初は一般の人間として生活していたが、その後、この地域の学校で教えるようになった。さらに後では、
中学校でフランス語を教えた。」
1993年12月25日にキリスト教徒になり、1996年1月6日にバッタンバン川で洗礼式を受けた。
ドッチの受けたキリスト教の教育は、カンボジアキリスト省(Cambodian Ministry of Christ、伝道組織)
と太平洋キリスト教大学(Pacific Christian College、カルフォルニアが本拠の国際希望大学
(International Hope University)内の一組織)の学部長からのものである。
また、洗礼式を取り仕切ったのは、アメリカ太平洋大学である。
ドッチ自身の発言によれば、キリスト教徒になったのは自分の意思によってである。
洗礼を受ける少し前の1995年11月11日、スヴァイ・チェクで盗賊に襲われAK-47の銃剣で突かれて妻が死亡した
。また、ドッチも負傷し、自身の安全のためクメール・ルージュ支配地域へ戻った
。1999年4月にニック・ダンロップがドッチを発見する数ヶ月前までは、
複数の変名を使いながら
(例えば、ニック・ダンロップとネト・セイヤーがドッチに初めてインタビューした時、最初はタ・ピン(Ta Pin)と名乗っていた
。
それ以外にも、ホン・ペン(Hong Pen)という名前も用いていた。)、タイ国境近い森の中で難民救済活動に従事していた。(国連やアメリカ難民委員会(American Refugee Committee、私立の人道機関。
タイ国境にあった国連管理の難民キャンプで難民に健康サービスや訓練を提供していた)で働いていた。)
国連もアメリカ難民委員会もドッチの過去については何も知らず、またドッチの評判は非常に高かった。
実際、アメリカ難民委員会は、難民キャンプで腸チフスの流行を止めたことでドッチに感謝状を贈っている。
一方で、カンボジア政府は少なくとも1997年の半ばまでにはドッチの居場所を突き止めていたが、おそらく
政治的決定でドッチの逮捕をしない方針をとった。

## ダンロップによるドッチ発見の報
1999年3月
(別の文献では4月になっているがこれは不正確である。)に、ドッチはアイルランド生まれのジャーナリストのニック・ダンロップ(Nic Dunlop)によって偶然発見された。地雷除去組織の1人と共にバッタンバンから出かけた
ダンロップはサムロート近くのタ・サン(Ta Sanh)
で、ハン・ピン(Hang Pin)と名乗る
カンボジア人に出会った。
この人物がドッチだった。ARC(アメリカ難民委員会)のロゴが胸に入った白いTシャツを着て、完璧な英語を話しながら、
自分は数学の教師だったこと、もともとはプノンペンに住んでいたこと、
最近になってタイ国境の難民キャンプで働き始めたこと、1997年から
アメリカ難民委員会で働き始めたことをダンロップに語った。
ダンロップは、S-21で発見されたドッチの写真のコピーを持ち歩いており
すぐにハン・ピンがドッチであることに気づいた。
翌4月にダンロップは、ファー・イースタン・エコノミック・レヴュー誌のネト・セイヤー記者と共に再びドッチのもとを訪れた際、
その過去が発覚するとドッチは自らの罪を認め謝罪した。5月にドッチ発見の報がファー・イースタン・エコノミック・レヴュー誌に載せられた後、ドッチは行方をくらませた。一時、ドッチはリタイアしたクメール・ルージュのリーダーたちの命令で暗殺されたのではないかとの噂が広がったが、間もなく、ドッチはカンボジア政府に投降した。ドッチはヘリコプターでプノンペンへ移送されたあと、厳重な警備の下、刑務所に収容された。
ドッチは1999年5月10日から2007年7月30日までの間、カンボジア軍事法廷の下で刑務所に拘束されていたが、後にカンボジア特別法廷は、これが違法な拘束であったと認定している。
2007年7月31日に起訴されてカンボジア特別法廷に送られた。検察側は、終身刑を求刑するところを、カンボジア当局による不法拘留を考慮して45年へ変更、更に他の減刑要素を斟酌して40年の求刑をした。
一方、ドッチはS-21で行われた犯罪に対する「法的、倫理的」責任を認めたにもかかわらず、最後になって無罪を主張し、釈放を求めた。ドッチの国際弁護団は、ドッチのこの主張とは距離を置いていたようだが、多くの減刑要素があること、1999年5月10日以降拘留されていた事実、公判に時間がかかりすぎたことを考慮するように求めた。
2010年7月26日カンボジア特別法廷は、人道に対する罪とジュネーブ条約の重大な違反を認め、ドッチに対し35年の禁固刑の判決を下した。
ドッチは自分が、民主カンプチアの「上級指導者」でも、民主カンプチア時代に行われた犯罪に「最も責任のある人物の1人」でもない、したがってカンボジア特別法廷は自分を裁くことができないと主張し、上訴した
。
また弁護側は、カンボジア特別法廷は2009年のカンボジア刑法第95条を誤って解釈しており終身刑を課すことはできない、法廷が課すことのできる刑罰は最高で30年である、との主張を行った。
これに対し検察側は、カンボジア特別法廷法第39条では「5年から終身刑まで」課すことができること、カンボジア刑法第668条により、カンボジア特別法廷法はカンボジア刑法に優越することを主張し、検察側も上訴した。
2012年2月、上訴審で一審の禁固35年の判決が破棄され最高刑の終身刑判決を受けた。

## 死去
カンボジア特別法廷の報道官は、ドッチが2020年8月31日にプノンペンの病院に入院し、そのまま9月2日に死去したと発表した。77歳没。

## 関連作品
- フランソワ・ビゾ 著、中原毅志 訳『カンボジア 運命の門―「虐殺と惨劇」からの生還』講談社、2002年5月。ISBN 978-4062113083。